# Dongfeng (Automarke von First Automotive Works)

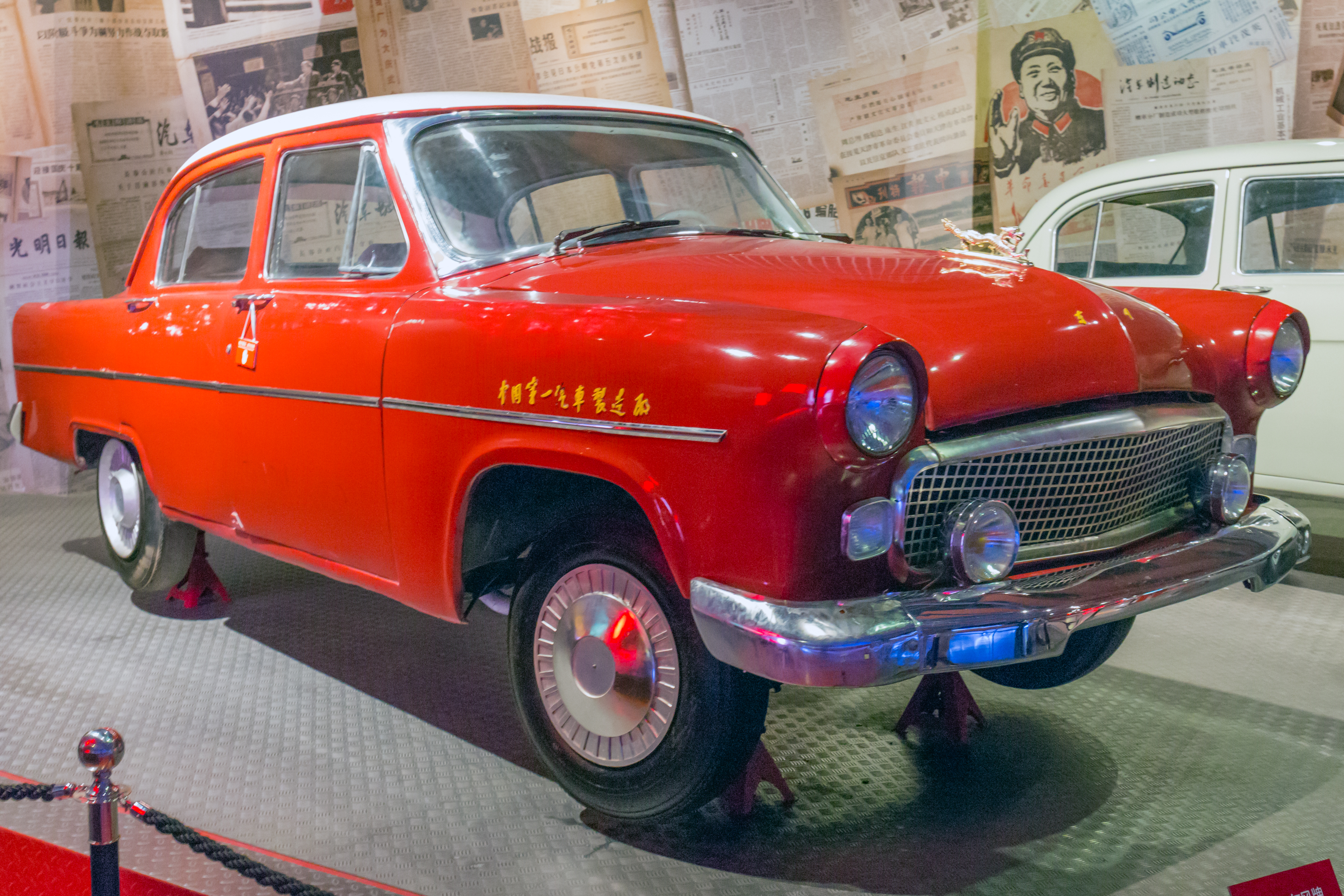
Nachbau

Dongfeng (Ostwind) war eine Automarke aus der Volksrepublik China.

## Markengeschichte
First Automotive Works aus Changchun stellte bereits ab 1956 Lastkraftwagen her und vertrieb sie als Jiefang. Für Personenkraftwagen wurde 1958 die neue Marke Dongfeng eingeführt. Der Absatz blieb gering. Im gleichen Jahr wurde die Marke wieder eingestellt. Eine Quelle gibt an, dass fünf Fahrzeuge entstanden, von denen eines noch existiert.
Seit 1974 baut die Dongfeng Motor Corporation Fahrzeuge unter der Marke Dongfeng.

## Fahrzeuge
Das einzige Modell war der Dongfeng CA71. 